# Dodona adonira
Dodona adonira is een vlindersoort uit de familie van de prachtvlinders (Riodinidae), onderfamilie Nemeobiinae.
Dodona adonira werd in 1866 beschreven door Hewitson.